# Love Devotion Surrender
Love Devotion Surrender é um álbum lançado em 20 de julho de 1973 pelos guitarristas Carlos Santana e  John McLaughlin. Embora eles tenham sido acompanhados pelas suas respectivas bandas, Santana e Mahavishnu Orchestra, o álbum é creditado aos guitarristas, apenas. É um tributo ao músico de jazz John Coltrane. Há duas faixas inétidas de John McLaughlin, e, em 2003, Love Devotion Surrender foi re-lançado como CD com versões alternativas de duas músicas como faixas bônus.
O álbum chegou à 14ª posição na parada da Billboard.

## Faixas
1. "A Love Supreme" (John Coltrane) – 7:48
2. "Naima" (John Coltrane) – 3:09
3. "The Life Divine" (John McLaughlin) – 9:30
4. "Let us Go Into the House of the Lord" (Tradicional) – 15:45
5. "Meditation" (John McLaughlin) – 2:45

### Faixas bônus
1. "A Love Supreme (Take 2)" (John Coltrane) – 7:24
2. "Naima (Take 4)" (John Coltrane) – 2:51

## Formação
- Carlos Santana - guitarra
- Mahavishnu John McLaughlin - guitarras, piano
- Doug Rauch - baixo
- Mahalakshami Eve McLaughlin - piano
- Khalid Yasin - piano, órgão
- Mingo Lewis - piano, teclados
- Billy Cobham - bateria e percussão
- Don Alias - bateria e percussão
- Jan Hammer - teclado e percussão
- Mike Shrieve - bateria e percussão
- Armando Peraza - congas, percussão, vocais